# Beth Brant
Beth E. Brant, auch Degonwadonti, (* 6. Mai 1941 in Melvindale, Michigan, nach anderer Quelle im Tyendinaga-Reservat in Ontario; † 6. August 2015, vermutlich Detroit) war eine indianisch-kanadische Schriftstellerin.

## Leben
Beth Brant, oder wie sie mit ihrem indianischen Namen heißt: Degonwadonti, ist die Tochter einer weißen Mutter und eines indianischen Vaters. Sie wuchs bei der Familie ihres Vaters, eines Bay-of-Quinte-Mohawk aus Ontario auf. Schon in der Kindheit machte sie die Erfahrung des Rassismus, da die Familie ihrer Mutter deren Verbindung mit einem Indianer ablehnte. Sie lebte die meiste Zeit ihres Lebens im Grenzgebiet des kanadischen Ontario und des US-Staates Michigan. Bereits mit 17 Jahren heiratete sie und hatte in der Folge drei Töchter.
Nachdem sie sich von ihrem gewalttätigen, alkoholabhängigen Mann scheiden ließ, musste sie sich und ihre Kinder durch Gelegenheitsjobs durchbringen, da sie keine abgeschlossene Schulbildung hatte. Mit 33 Jahren bekannte sie sich als Lesbe. Ab 1981 begann sie zu schreiben und Anthologien indianischer Literatur herauszugeben. Von 1989 bis 1990 war sie Lektorin an der University of British Columbia und 1993 der University of Toronto. Sie arbeitete zeitweise als Lehrerin für Kreatives Schreiben und lebte in Detroit.
Brant charakterisierte sich selbst als eine „lesbische Mutter und Großmutter, ein Stier, Aszendent Skorpion, eine Schulabbrecherin, eine Frau der Arbeiterklasse“. Sie hat den Detroiter Buchverlag "Turtle Grandmother books" gegründet, der zusammen mit der Trägergruppe Autorinnen aus den First Nations bekannt machte und sie unterstützte.

## Ehrungen
Sie erhielt 1984 und 1986 den Creative Writing Award des Michigan Council for the Arts, 1991 das National Endowment for the Arts und 1992 den Canada Council Award in Creative Writing.

## Rezeption
In ihren Erzählungen thematisierte Brant vor allem Themen, die mit ihrer Nationalität und ihrer Homosexualität zusammenhängen. Es waren Erfahrungen des Rassismus und Sexismus, die sie geprägt hatten, und für die sie die weißen Einwanderer in Amerika verantwortlich machte.

## Werke (Auswahl)

### Als Autorin
Aufsätze
- Hiding from Fascism. In: Off our Backs, Bd. 11 (1981), Heft 2, S. 26 ISSN 0030-0071
- Giveaway. Native Lesbian Writers. In: Signs, Bd. 18 (1993), Heft 4, S. 944–947, ISSN 0097-9740
- Writing Life. In: Journal of Lesbian Studies, Bd. 4 (2000), Heft 4, S. 21–34, ISSN 1089-4160

Erzählungen
- Stillborn Night. In: Joy Harjo (Hrsg.): Reinventing the enemy's language. Contemporary native women's writing of North America. Norton, New York 1997 ISBN 0-3930-4029-1
- Food & Spirits. Erzählungen 1991 ISBN 0-9323-7993-1
  - Übers. Sophie von Lenthe (Auszug): Ein Todesfall in der Familie, in: Birgit Herrmann (Hrsg.): Frauen in Kanada. Erzählungen und Gedichte. Dtv, München 1993 ISBN 3-423-11713-3 S. 259–274
- So generously. In: Jewele Gomez (Hrsg.): Best Lesbian Erotica 1997. Cleis Press, Pittsburgh, Pa. 1997 ISBN 1-5734-4065-5
- Home coming. In: Frontiers. A journal of women studies, Bd. 12, 1991, Heft 1 ISSN 0160-9009 S. 71–76
- Wild Turkeys. In: Susan Koppelman (Hrsg.): Women in the trees. United States Women's short stories about bettering and resistance 1839–1994. Beacon Press, Boston 1996 ISBN 0-8070-6777-6
- A long story. In: Susan Wadia-Ells (Hrsg.): The adoption Reader. Birth Mothers, adoptive mothers, and adopted daughters tell their stories. Seal Press, Seattle 1995 ISBN 1-8780-6765-6
- Simple act. In: Carol Bruchac (Hrsg.): The stories we hold secret. Tales of women's spiritual development. Greenfield Review Press, Greenfield Center, N.Y. 1986, ISBN 0-9126-7866-6.
- Swimming upstream. In: Craig Lesley (Hrsg.): Talking Leaves. Contemporary native American short stories. Delta Trade, New York 1991, ISBN 0-3853-1272-5.

Roman
- Mohawk Trail. Women's Press, Toronto 1990 ISBN 0-88961-151-3 (EA Ithaca, New York 1985)

Sachbücher
- Writing as Witness. Essay and Talk. Women's Press, Toronto 1994, ISBN 0-88961-200-5.

### Als Herausgeberin
- A Gathering of Spirit. A collection of North American Indian Women. Forebrand Books, Ithaca, NY. 1988, ISBN 0-932379-55-9.
- In a vast dreaming. Native Women in the arts, Toronto 1995.
- I’ll Sing ’til the Day I Die. Conversations with Tyendinaga elders. McGilligan, Toronto 1995, ISBN 0-9698064-2-6.
- „Survival's Song“. Beth Brant and the Power of the Word. In: Mellus, 1999, Heft 3, S. 129–140, ISSN 0163-755X